# Partit Verd Escocès
El Partit Verd Escocès (anglès: Scottish Green Party, gaèlic escocès: Pàrtaidh Uaine na h-Alba) és un partit polític ecologista d'Escòcia. Fundat el 1990, els caps són Patrick Harvie i Maggie Chapman. Patrick Harvie i Alison Johntsone són diputats al Parlament escocès. És independent, però manté relacions estretes amb el Partit Verd d'Anglaterra i Gal·les, el Partit Verd d'Irlanda i el d'Irlanda del Nord. És membre del Partit Verd Europeu. El seu programa es basa en la recerca d'una societat sostenible sota els principis de l'ecologisme, la igualtat, sense discriminacions de cap mena i amb una democràcia participativa, pau i no-violència.
Actualment té 8 regidors (3 a Edimburg i 5 a Glasgow). A les eleccions al Parlament del Regne Unit de 2005 va obtenir 25.760 vots (7,7% a Glasgow North). A les eleccions europees de 2004 va obtenir el 6,8% dels vots escocesos. A les escoceses de 2007 va perdre 5 escons i es quedà amb 2.
El Partit Verd Escocès formà part del Partit Verd del Regne Unit fins al 1990, quan es va independitzar de manera amistosa. Dona suport la independència escocesa. És un dels beneficiaris del nou sistema electoral escocès amb sistema de membres addicional, que li va permetre a les eleccions de 1999 obtenir el seu primer diputat, Robin Harper, el primer a Gran Bretanya. A les de 2003 augmentà a 7 diputats, però a les de 2007 va caure a 2 escons.
L'11 de maig de 2007 signà un acord amb el SNP i votaren a favor d'Alex Salmond com a primer ministre escocès, a canvi de mesures legals sobre el transport de petroli en canonades al Firth de Forth, i Patrick Harvie fou nomenat membre de les comissions de transports i medi ambient.
Les eleccions al Parlament Escocès de 2021 van deixar al Partit Nacional Escocès (SNP) a un escó de la majoria i Nicola Sturgeon va formar govern amb un acord amb el Partit Verd Escocès, creant una majoria independentista. El 15 de febrer del 2023 va anunciar la seva renúncia al càrrec després de vuit anys i Humza Yousaf del SNP va assumir el càrrec de primer ministre d'un nou govern de coalició el 29 de març de 2023, però va dimitir el 29 d'abril de 2024 després de trencar el govern amb el Partit Verd Escocès per l'abandonament del compromís de reduir les emissions de gasos d'efecte hivernacle en un 75% per al 2023, i per la presentació d'una moció de censura per part del Partit Conservador Escocès i el Partit Laborista Escocès.

## Resultats electorals

### Parlament escocès
| Any  | Circum. | Circum. | Circum. | Regional | Regional | Regional | Total   | +/– | Pos. | Govern   |
| Any  | Vots    | %       | Escons  | Vots     | %        | Escons   | Total   | +/– | Pos. | Govern   |
| ---- | ------- | ------- | ------- | -------- | -------- | -------- | ------- | --- | ---- | -------- |
| 1999 |         |         |         | 84,023   | 3.6      | 1 / 56   | 1 / 129 |     | 5è   | Oposició |
| 2003 |         |         |         | 132,138  | 6.9      | 7 / 56   | 7 / 129 | 6   | 5è   | Oposició |
| 2007 | 2,971   | 0.1     | 0 / 73  | 82,584   | 4.0      | 2 / 56   | 2 / 129 | 5   | 5è   | Oposició |
| 2011 |         |         |         | 87,060   | 4.4      | 2 / 56   | 2 / 129 | =   | 5è   | Oposició |
| 2016 | 13,172  | 0.6     | 0 / 73  | 150,426  | 6.6      | 6 / 56   | 6 / 129 | 4   | 4t   | Oposició |
| 2021 | 34,990  | 1.3     | 0 / 73  | 220,324  | 8.1      | 8 / 56   | 8 / 129 | 2   | 4t   | Coalició |
| 2021 | 34,990  | 1.3     | 0 / 73  | 220,324  | 8.1      | 8 / 56   | 8 / 129 | 2   | 4t   | Oposició |

### Consells locals
| Any  | Vots    | %   | Consellers | +/– |
| ---- | ------- | --- | ---------- | --- |
| 2007 | 45,290  | 2.1 | 8 / 1.222  | 8   |
| 2012 | 36,000  | 2.3 | 14 / 1.223 | 6   |
| 2017 | 77,682  | 4.1 | 19 / 1.227 | 5   |
| 2022 | 110,791 | 6.0 | 35 / 1.227 | 16  |

### Parlament Europeu
| 1994 | 23,304  | 1.6 | 0 / 8 |   |  |  |
| 1999 | 57,142  | 5.8 | 0 / 8 | = |  |  |
| 2004 | 79,695  | 6.8 | 0 / 7 | = |  |  |
| 2009 | 80,442  | 7.3 | 0 / 6 | = |  |  |
| 2014 | 108,305 | 8.1 | 0 / 6 | = |  |  |
| 2019 | 129,603 | 8.2 | 0 / 6 | = |  |  |